# A magyar labdarúgó-válogatott mérkőzései 1988-ban
A magyar labdarúgó-válogatottnak 1988-ban tizenegy találkozója volt. Ebben az évben két szövetségi kapitány irányította a csapatot. Bálint László technikai igazgatóként működött, az utóbbi évek legsikeresebb edzője Mezey György hat mérkőzés volt szövetségi kapitány, majd a helyzetet kilátástalanak látva az év végén ő is lemondott.
Szövetségi kapitányok:
- Bálint László (technikai igazgató) 619–623.
- Mezey György 624–629.

## Eredmények
619. mérkőzés
| 1988. március 16. |

| Magyarország | 1–0             | Törökország |
| ------------ | --------------- | ----------- |
| Kiprich 90'  | (0–0) Részletek |             |

| Népstadion, Budapest Nézőszám: 3 000 Játékvezető: Tadeusz Diakonowicz (POL) |

620. mérkőzés
| 1988. március 26. |

| Belgium                                                  | 3–0             | Magyarország |
| -------------------------------------------------------- | --------------- | ------------ |
| Ceulemans 53' (11-esből) Fitos 61' (öngól) Severeyns 81' | (0–0) Részletek |              |

| Heysel Stadion, Brüsszel Nézőszám: 10 000 Játékvezető: Heinz Holzmann (AUT) |

621. mérkőzés
| 1988. április 27. |

| Magyarország | 0–0       | Anglia |
| ------------ | --------- | ------ |
|              | Részletek |        |

| Népstadion, Budapest Nézőszám: 35 000 Játékvezető: Karl-Heinz Tritschler (FRG) |

622. mérkőzés
| 1988. május 4. |

| Magyarország                        | 3–0             | Izland |
| ----------------------------------- | --------------- | ------ |
| Vincze 45' Sallai 61' Kovács K. 89' | (1–0) Részletek |        |

| Népstadion, Budapest Nézőszám: 3 000 Játékvezető: Ovadia Ben Itzhak (ISR) |

623. mérkőzés
| 1988. május 10. |

| Magyarország           | 2–2             | Dánia                          |
| ---------------------- | --------------- | ------------------------------ |
| Kiprich 15' Bognár 85' | (1–0) Részletek | Frimann-Hansen 50' Eriksen 89' |

| Népstadion, Budapest Nézőszám: 7 000 Játékvezető: Friedrich Kaupe (AUT) |

624. mérkőzés
| 1988. május 17. |

| Magyarország | 0–4             | Ausztria                         |
| ------------ | --------------- | -------------------------------- |
|              | (0–1) Részletek | Marko 20' 80' 87' Hasenhüttl 57' |

| Népstadion, Budapest Nézőszám: 8 000 Játékvezető: Adolf Prokop (GDR) |

625. mérkőzés
| 1988. augusztus 31. |

| Ausztria | 0–0       | Magyarország |
| -------- | --------- | ------------ |
|          | Részletek |              |

| Linzer Stadion, Linz Nézőszám: 15 000 Játékvezető: Bo Karlsson (SWE) |

626. mérkőzés
| 1988. szeptember 21. |

| Izland | 0–3             | Magyarország              |
| ------ | --------------- | ------------------------- |
|        | (0–3) Részletek | Kiprich 3' 18' Vincze 16' |

| Laugardarsvöllur, Reykjavík Nézőszám: 500 Játékvezető: Bo Helén (SWE) |

627. mérkőzés – vb-selejtező
| 1988. október 19. |

| Magyarország | 1–0             | Észak-Írország |
| ------------ | --------------- | -------------- |
| Vincze 85'   | (0–0) Részletek |                |

| Népstadion, Budapest Nézőszám: 18 000 Játékvezető: Kurt Röthlisberger (SUI) |

628. mérkőzés
| 1988. november 15. |

| Görögország                        | 3–0             | Magyarország |
| ---------------------------------- | --------------- | ------------ |
| Logonidisz 4' Tszaluhidisz 52' 54' | (1–0) Részletek |              |

| Karaiszkákisz Stadion, Athén Nézőszám: 500 Játékvezető: Manfred Roßner (GDR) |

629. mérkőzés – vb-selejtező
| 1988. december 11. |

| Málta            | 2–2             | Magyarország                     |
| ---------------- | --------------- | -------------------------------- |
| Busuttil 46' 91' | (0–1) Részletek | Vincze 7' Kiprich 56' (11-esből) |

| Nemzeti Stadion Nézőszám: 10 000 Játékvezető: Jórgosz Kukulákisz (GRE) |